# Charles-Jérémie Béraud du Pérou
Bienheureux Charles-Jérémie Béraud du Pérou, né le 17 novembre 1737 à Meursac (Saintonge) et mort le 2 septembre 1792 à Paris, est un prêtre catholique français.

## Biographie
Du diocèse de Saintes, fils de Joseph Béraud, seigneur du Pérou, brigadier des armées du roi, chevalier de l'ordre de Saint-Louis, et de Catherine Huon, il entre chez les Jésuites. Lors de la suppression de la Compagnie de Jésus, il rejoint les Eudistes. 
Maître de cœur au séminaire de Sées en 1779, puis économe à Blois l'année suivante, il occupe la même charge à Sées à partir de 1782. Il devient vicaire général du diocèse de Saintes.
Il meurt assassiné dans la prison des Carmes lors des massacres de Septembre.

## Sources
- Joseph Grente, Les Martyrs de septembre 1792 à Paris, 1919